# Alain de Cadenet
Alain de Cadenet, född 27 november 1945 i London, död 2 juli 2022, var en brittisk racerförare och senare TV-programspresentatör.
de Cadenet började köra sportvagnsracing i sitt eget stall Ecurie Evergreen i slutet av 1960-talet. Senare byggde och tävlade han med sina egna sportvagnsprototyper, i sportvagns-VM och vid Le Mans 24-timmars. Bästa resultatet på Le Mans kom 1976, då han blev trea tillsammans med Chri tCraft. Säsongen 1980 vann de Cadenet både Monza 1000 km och Silverstone 6-timmars tillsammans med Desiré Wilson.
de Cadenet har även ägnat sig åt historisk racing och kommenterat motorsport på TV.